# Proagnesia
Proagnesia is een monotypisch geslacht uit de familie Agneziidae en de orde Phlebobranchia uit de klasse der zakpijpen (Ascidiacea).

## Soorten
- Proagnesia depressa (Millar, 1955)